# وحلية
وَحْلِيَّة أو عشبة الوحل (الاسم العلمي: Limosella)، جنس نباتات مائية إلى حد كبير، حولية من فصيلة الغدبية. توجد في المناطق الموحلة في جميع أنحاء العالم. نشوءها السُلالي وجُغْرافِيَتها الحَيَوِيَّة تُستنتج من بياناتها الجزيئية.